# Varasnúnia (Airarate)
Varasnúnia (em armênio: Վարաժնունիք, Varažnunik’[a]), referida na Idade Média como Calcunique (Ծաղկունիք, Całkunik’), segundo a Geografia de Ananias de Siracena (século VII), foi um gavar (cantão) da província de Airarate, no Reino da Armênia. Compreendeu uma área de 1 900 quilômetros quadrados na área dos raions de Razdã, Sevã, Dilijã e Garmir, no curso superior do rio Razdã. Surgiu antes de 555, quando ocorre a primeira menção escrita à família Varasnúnio, que detinha controle sobre esse gavar. De início, provavelmente fazia parte do gavar vizinho de Mazaz, que pertencia às terras da dinastia arsácida reinante.